# Corno Piccolo
Le Corno Piccolo (2 655 m) est une montagne du massif du Gran Sasso, dans la chaîne des Apennins, située dans la province de Teramo, dans la région des Abruzzes.
La montagne est connue par les alpinistes comme parmi les plus difficiles à escalader des Apennins[réf. nécessaire]. Par ses itinéraires de moyenne et haute difficulté, elle offre la possibilité d'excursions permettant d'admirer tous les versants de la montagne.
Le long du versant septentrional, on trouve la localité touristique de Prati di Tivo et, plus en aval, le bourg Pietracamela.